# Décès en 1997
Décès
- 1993
- 1994
- 1995
- 1996
- 1997
- 1998
- 1999
- 2000
- 2001

Cet article présente une liste de personnalités mortes au cours de l'année 1997 dont la date de décès précise est inconnue.
La liste des personnes référencées dans Wikipédia est disponible dans la page de la Catégorie:Décès en 1997

Les mois de l'année font l'objet de listes spécifiques :

## Date inconnue
- Mama Sana, chanteuse malgache (° 1900)